# باول بريكمان
باول بريكمان (بالإنجليزية: Paul Brickman)‏ هو كاتب سيناريو ومخرج أمريكي، ولد في 23 أبريل 1949 في شيكاغو في الولايات المتحدة.

## وصلات خارجية
- باول بريكمان على موقع IMDb (الإنجليزية)
- باول بريكمان على موقع ألو سيني (الفرنسية)
- باول بريكمان على موقع ميوزك برينز (الإنجليزية)
- باول بريكمان على موقع أول موفي (الإنجليزية)
- باول بريكمان على موقع قاعدة بيانات الأفلام السويدية (السويدية)
- باول بريكمان على موقع قاعدة بيانات الفيلم (الإنجليزية)
- باول بريكمان على موقع كينوبويسك (الروسية)